# Cristian Mustacă
Cristian Viorel Mustacă, né le 31 janvier 1967 à Constanța, est un footballeur roumain qui évoluait au poste de milieu de terrain.

## Palmarès
- Vainqueur de la Coupe de Roumanie en 1992 avec le Steaua Bucarest
- Vainqueur de la Coupe de Malaisie en 1996 avec le Selangor FA
- Vainqueur de la Supercoupe de Malaisie en 1996 avec le Selangor FA
- Finaliste de la Coupe de la Fédération de Malaisie en 1997 avec le Penang FA